# Marlus Viana
Marlus Albert Leça Viana (Maceió, 13 de março de 1980), mais conhecido como Marlus Viana, é um cantor e compositor brasileiro. Ficou nacionalmente conhecido por sua passagem pelas bandas Calcinha Preta e Mulheres Perdidas. Seu maior sucesso, foi a música "A Dona do Barraco", que foi tema da personagem Adisabeba (Suzana Vieira), na novela A Regra do Jogo, da Rede Globo. Desde 2016, o cantor se apresenta pelo Brasil em carreira solo.

## Carreira
O cantor já passou pelas bandas Cintura Fina, Cana com Limão, Calcinha Preta, Mulheres Perdidas, GDÓ do Forró e chegou a formar dupla com Paulinha Abelha.
Na Calcinha Preta, banda onde teve maior destaque, gravou cerca de quinze CDs e três DVDs, entre os anos de 2004–2005, 2007–2010 e 2014–2016. Porém desligou-se da banda em fevereiro de 2016 para seguir em carreira solo.

## Singles
- "O Navio e o Mar" (versão de "Send Me an Angel", da banda Scorpions);
- "A Dona do Barraco" (tema da personagem Adisabeba (Suzana Vieira), na novela A Regra do Jogo).
- "Balada Prime", gravada em parceria com Gusttavo Lima.

## Relacionamentos
- Foi casado com a cantora Paulinha Abelha durante dez anos, separando-se da mesma em 2015.[8]
- É casado com a publicitária e modelo Andressa Gonçalves desde 2017.[1]